# 9240 Nassau
9240 Nassau eller 1997 KR3 är en asteroid i huvudbältet som upptäcktes den 31 maj 1997 av Spacewatch vid Kitt Peak-observatoriet. Den är uppkallad efter den amerikanska astronomen Jason John Nassau.
Asteroiden har en diameter på ungefär 10 kilometer.